# (3296) Bosque Alegre
(3296) Bosque Alegre es un asteroide perteneciente al cinturón de asteroides, descubierto el 30 de septiembre de 1975 por el equipo del Observatorio Félix Aguilar desde el Complejo Astronómico El Leoncito, San Juan, Argentina.

## Designación y nombre
Designado provisionalmente como 1975 SF. Fue nombrado Bosque Alegre en homenaje a la "Estación Astrofísica de Bosque Alegre" del Observatorio de Córdoba.